# Quản lý sự nghiệp
Quản lý sự nghiệp là sự kết hợp của một kế hoạch có cấu trúc và các lựa chọn quản lý chủ động của một người về sự nghiệp nghề nghiệp của họ. Quản lý sự nghiệp ban đầu được xác định trong một luận án tiến sĩ về xã hội của Mary Valentich như việc thực hiện chiến lược sự nghiệp qua việc ứng dụng chiến thuật liên quan đến việc lựa chọn định hướng nghề nghiệp (Valentich Và Gripton năm 1978). Hướng nghiệp là thiết kế chung hoặc một khuôn mẫu của sự nghiệp của một người hình thành bởi những mục tiêu và sở thích cụ thể. Chiến lược nghề nghiệp liên quan đến cách tiếp cận chung của cá nhân để thực hiện mục tiêu sự nghiệp. Hai chiến thuật tiếp cận chung là thích nghi và lên kế hoạch. Chiến thuật nghề nghiệp là các hành động để duy trì vị trí công việc có thể làm hài lòng bản thân mình. Chiến thuật có thể có ít nhiều sự quyết đoán, tính quyết đoán trong các tình huống làm việc đề cập đến hành động thực hiện để nâng cao niềm đam mê sự nghiệp hoặc thực hiện các quyền hợp pháp của bản thân khi tôn trọng quyền lơi của người khác.
Valentich và Gripton đã xác định thành công khi quản lý sự nghiệp của mình một cách hiệu quả thông qua việc đạt được các vị trí mong muốn và các phần thưởng khác. Kết quả của việc quản lý sự nghiệp thành công cần bao gồm việc hoàn thiện bản thân, cân bằng công việc / cuộc sống, đạt mục tiêu và đảm bảo an toàn tài chính.
Một sự nghiệp bao gồm tất cả các loại công việc khác nhau, từ có kỹ năng cho đến lành nghề, và bán chuyên nghiệp đến chuyên nghiệp. Nghề nghiệp thường bị giới hạn trong cam kết việc làm với một kỹ năng thương mại, nghề nghiệp hoặc công ty kinh doanh duy nhất cho toàn bộ cuộc đời làm việc của một người. Trong những năm gần đây, một sự nghiệp bao gồm những thay đổi hoặc điều chỉnh việc làm trong tương lai gần.
Hệ thống phân loại sau đây với các biến thể nhỏ được sử dụng rộng rãi:
1. Phát triển các mục tiêu và mục tiêu tổng thể,
2. Phát triển chiến lược (một phương tiện chung để hoàn thành các mục tiêu / mục đích đã chọn),
3. Phát triển các phương tiện cụ thể (chính sách, quy tắc, thủ tục và hoạt động) để thực hiện chiến lược
4. Đánh giá theo cách có hệ thống về tiến độ hướng tới việc đạt được các mục tiêu / mục tiêu đã chọn để sửa đổi chiến lược, nếu cần thiết.

## Phát triển mục đích hoặc mục tiêu
Quá trình quản lý nghề nghiệp bắt đầu với việc đặt mục đích hay mục tiêu. Một mục tiêu / mục tiêu tương đối cụ thể phải được xây dựng. Nhiệm vụ này có thể khá khó khăn khi cá nhân thiếu kiến thức về cơ hội nghề nghiệp và/hoặc không nhận thức đầy đủ về tài năng và khả năng của họ. Tuy nhiên, toàn bộ quy trình quản lý nghề nghiệp dựa trên việc thiết lập các mục tiêu / mục tiêu đã được xác định cho dù là cụ thể hay tổng quát trong tự nhiên. Sử dụng đánh giá sự nghiệp có thể là một bước quan trọng trong việc xác định các cơ hội và con đường sự nghiệp gây ấn tượng nhất với một người nào đó. Đánh giá nghề nghiệp có thể dao động từ nhanh chóng và không chính thức đến nhiều hơn nữa. Dù bằng cách gì, bạn sẽ cần phải đánh giá chúng. Hầu hết các đánh giá được tìm thấy ngày nay dù miễn phí (mặc dù tốt) nhưng  không cung cấp một đánh giá chuyên sâu.
Thời gian để đạt được các mục tiêu hoặc mục tiêu đã chọn - ngắn hạn, trung hạn hoặc dài hạn - sẽ có ảnh hưởng lớn đến công thức của họ.
1. Các mục tiêu ngắn hạn (một hoặc hai năm) thường là cụ thể và có giới hạn về phạm vi. Các mục tiêu ngắn hạn dễ xây dựng hơn. Hãy chắc chắn rằng nó có thể đạt được và liên quan đến mục tiêu nghề nghiệp dài hạn của bạn.
2. Các mục tiêu trung hạn (từ 3 đến 20 năm) có xu hướng ít cụ thể và cởi mở hơn các mục tiêu ngắn hạn. Cả hai mục tiêu trung và dài hạn khó xây dựng hơn so với mục tiêu ngắn hạn vì có rất nhiều ẩn số về tương lai.
3. Mục tiêu dài hạn (hơn 20 năm), tất nhiên, là dễ thay đổi nhất trong tất cả. Thiếu kinh nghiệm sống và kiến thức về cơ hội và cạm bẫy tiềm năng khiến việc xây dựng mục đích/mục tiêu dài hạn rất khó khăn. Tuy nhiên, mục đích/mục tiêu dài hạn có thể dễ dàng sửa đổi khi nhận thêm thông tin mà không mất nhiều nỗ lực nghề nghiệp vì kinh nghiệm / chuyển giao kiến thức từ nghề này sang nghề khác.
4. Lựa chọn nghề nghiệp và quyết định - sự tập trung truyền thống của các can thiệp nghề nghiệp. Bản chất thay đổi của công việc có nghĩa là các cá nhân bây giờ có thể phải xem xét lại quá trình này thường xuyên hơn và trong tương lai, nhiều hơn trong quá khứ.
5. Quản lý sự nghiệp tổ chức - quan tâm đến nhiệm vụ quản lý nghề nghiệp của các cá nhân tại nơi làm việc, chẳng hạn như ra quyết định, các sự thay đổi trong cuộc sống, giải quyết căng thẳng, v.v...
6. Quản lý sự nghiệp 'không biên giới' - đề cập đến các kỹ năng cần thiết của những người lao động có việc làm vượt ra khỏi biên giới của một tổ chức, một kiểu làm việc thông thường các nghệ sĩ và nhà thiết kế.
7. Kiểm soát sự phát triển cá nhân của một người - khi người sử dụng lao động chịu trách nhiệm ít hơn, nhân viên cần kiểm soát sự phát triển của riêng họ để duy trì và nâng cao khả năng làm việc của họ.

Các yếu tố khác bao gồm:
- Thay đổi nghề nghiệp ((Ibarra 2003) ((Strenger 2008)

## Kế hoạch nghề nghiệp
Lập kế hoạch nghề nghiệp là một phần nhỏ của quản lý nghề nghiệp. Lập kế hoạch nghề nghiệp áp dụng các khái niệm về lập kế hoạch chiến lược và tiếp thị để chịu trách nhiệm về tương lai nghề nghiệp của một người. Sự nghiệp là một quá trình liên tục và vì vậy nó cần được đánh giá liên tục. Quá trình đánh giá lại việc học và phát triển cá nhân trong một khoảng thời gian được gọi là Lập kế hoạch nghề nghiệp. Theo Mondy và Noe - "Lập kế hoạch nghề nghiệp là một quá trình liên tục, theo đó một cá nhân đặt mục tiêu nghề nghiệp và xác định các phương tiện để đạt được chúng."

## Tầm quan trọng của kế hoạch nghề nghiệp
Lập kế hoạch nghề nghiệp quan trọng vì nó cung cấp cho bạn hướng đi cần thiết và làm cho nó rõ ràng ở đó bạn thấy mình trong tương lai. Nó làm cho bạn nhận thức được sức mạnh và điểm yếu của bạn và các kỹ năng và kiến thức được yêu cầu để đạt được mục tiêu của bạn trong tương lai.
Phần lớn cuộc sống của chúng tôi được dành để đạt được mục tiêu nghề nghiệp của chúng tôi, vì vậy điều quan trọng là phải đảm bảo rằng các bước đúng đắn đã được thực hiện và việc lập kế hoạch chính xác đã được thực hiện trong những năm đầu đời. Có rất ít người may mắn được sinh ra với một tâm trí rõ ràng và những người hiểu biết những gì họ muốn làm và nơi để họ thấy được cuộc sống của mình trong tương lai. Nhưng phần lớn chúng ta không chắc chắn những gì chúng ta muốn từ cuộc sống và vì vậy nó trong rất quan trọng để lên kế hoạch ra mọi thứ. Vì vậy, kế hoạch nghề nghiệp là những gì mang lại cho sự nghiệp của bạn và theo cách nào đó cuộc sống của bạn một ý nghĩa và mục đích thực sự.

## Quy trình lập kế hoạch nghề nghiệp
Quá trình lập kế hoạch nghề nghiệp còn được gọi là các giai đoạn phát triển nghề nghiệp và mô hình phát triển nghề nghiệp. Các bước này giúp bạn lập kế hoạch nghề nghiệp và quyết định tương lai của chính mình.
- Tự phát triển

Khi bạn đã tự phân tích bản thân, bước thứ hai đang chờ bạn chú ý là lấp đầy những lỗ hổng bạn đã xác định trong bước trên. Bằng cách này, chúng tôi có nghĩa là trong bước này, bạn phải thấy những phẩm chất và kỹ năng được bạn yêu cầu để giúp bạn đạt được mục tiêu và mục tiêu của mình. Ví dụ, có thể bạn cần được đào tạo hoặc học một khóa học cụ thể trong một lĩnh vực chuyên môn  để giúp bạn hoàn hảo trong nghề nghiệp mà mình đã chọn.
Có thể là bạn quan tâm đến vẽ tranh nhưng bạn không nhận thức được nhiều về xu hướng hoặc kiến thức cần thiết cho lĩnh vực này. Hoặc có thể có một trường hợp mà bạn quan tâm và biết nhiều về nghề nghiệp như dạy học nhưng bạn chưa biết mức độ thích hợp có ý nghĩa như thế nào đối với bạn và đối tượng bạn có thể thực hiện khá tốt.
- Một nghiên cứu kỹ lưỡng về tự phát triển

Một khi bạn đã liệt kê các nghề nghiệp thuận lợi trong trường hợp của bạn và các kỹ năng và cải tiến mà bạn yêu cầu để đạt được sự xuất sắc, bước thứ ba yêu cầu bạn thực hiện một nghiên cứu chuyên sâu và thấy rằng đó là những phát hiện liên quan đến lựa chọn nghề nghiệp và kỹ năng được yêu cầu để làm cho bạn trở thành nhà vô địch về nó. Bạn nghiên cứu sẽ xem xét các câu hỏi sau đây:
- Phạm vi nghề nghiệp bạn đã chọn là gì?
- Liệu sự nghiệp đó sẽ mang lại thu nhập cho bạn trong tương lai?
- Có thể mở rộng trong lĩnh vực nghề nghiệp đó không?
- Các cách thực hiện

Một khi bạn đã nghiên cứu tính khả thi của các yếu tố mà bạn đã hoàn thành trong các bước trên, bước tiếp theo là hiển thị một số hành động và chuyển các kế hoạch của bạn trên một trang giấy. Bước này yêu cầu bạn lập kế hoạch về cách bạn sẽ đạt được và hoàn thành các bước bạn đã quyết định ở trên. Cách tốt nhất để đi kèm với một kế hoạch hành động là tìm ra những mục tiêu nhỏ cho chính mình. Một khi những mục tiêu nhỏ này đạt được, chúng ta có thể thấy rằng chúng ta đang ở gần mục tiêu chính và mục tiêu chính của chúng ta là bao nhiêu. Bước nhỏ này hoạt động như một con đường dẫn đến mục tiêu chính.
- Hành động

Khi bạn đã hoàn thành các mục tiêu nhỏ và mục tiêu chính, bước tiếp theo vẫn là bắt đầu triển khai kế hoạch của bạn. Theo dõi rất gần các hoạt động của bạn để đảm bảo rằng bạn đang đi đúng hướng và bằng cách đi theo con đường này bạn chắc chắn sẽ đạt được mục tiêu của bạn!